# SMS A 49
SMS A 49 – niemiecki torpedowiec z okresu I wojny światowej, jedna z 24 jednostek typu A 26. Okręt został zbudowany w stoczni Schichau w Elblągu, po czym przewieziony w sekcjach do Hoboken i zwodowany 19 maja 1917 roku, a w skład Kaiserliche Marine wszedł w lipcu 1917 roku. Jednostka została internowana przez Belgów w listopadzie 1918 roku, po czym wcielona do ich floty w czerwcu 1919 roku pod nazwą A 26 PC. Okręt został wycofany ze służby we wrześniu 1920 roku i przekazany Wielkiej Brytanii, gdzie go następnie złomowano.

## Projekt i budowa
SMS A 49 był jednym z dwudziestu czterech bliźniaczych torpedowców typu A 26 (A II), zaprojektowanych jako rozwinięcie okrętów typu A 1 . Nowe okręty, skonstruowane na podstawie wojennych doświadczeń, były w stosunku do poprzedników większe, szybsze, silniej uzbrojone i miały powiększony zasięg.
A 49 zbudowany został w stoczni Schichau w Elblągu (numer stoczniowy 982), po czym został w sekcjach przewieziony koleją do Hoboken i tam zmontowany . Stępkę okrętu położono w 1916 roku, a zwodowany został 19 maja 1917 roku .

## Dane taktyczno-techniczne
A 49 był przybrzeżnym torpedowcem o długości całkowitej 50 metrów (49 metrów na linii wodnej), szerokości 5,3 metra i zanurzeniu 2,1 metra (maksymalnie 2,34 metra) . Wyporność normalna wynosiłA 267 ton, zaś pełna 250 ton . Siłownię okrętu stanowiła turbina parowa Schichau o mocy 3250 KM, do której parę dostarczał jeden kocioł typu Marine . Prędkość maksymalna napędzanego jedną śrubą okrętu wynosiła 25 węzłów. Okręt zabierał zapas 53 ton paliwa, co zapewniało zasięg wynoszący 690 Mm przy prędkości 20 węzłów .
Na uzbrojenie artyleryjskie okrętu składały się dwa pojedyncze działa kalibru 88 mm TK L/30 C 08 . Broń torpedową stanowiła pojedyncza wyrzutnia kal. 450 mm (17,7 cala) . Jednostka wyposażona była też w trały  .
Załoga okrętu składała się z 29 oficerów, podoficerów i marynarzy .

## Służba
Okręt został przyjęty w skład Kaiserliche Marine w lipcu 1917 roku, służąc nad kanałem La Manche  . 3 września 1917 roku A 49 został uszkodzony w wyniku bombardowania Flandrii przez brytyjskie samoloty. 23 kwietnia 1918 roku torpedowiec wziął udział w odparciu brytyjskiego rajdu na Zeebrugge i Ostendę. W listopadzie 1918 roku okręt został internowany przez Belgów we Flandrii . W czerwcu 1919 roku torpedowiec wszedł do służby w belgijskiej marynarce wojennej (wówczas Korps der Zeelieden en Torpedisten) pod nazwą A 26 PC  . Jednostkę wycofano ze służby we wrześniu 1920 roku i przekazano Wielkiej Brytanii, gdzie została złomowana .